# Lester Quiñones
Lester Quiñones, född 16 november 2000 i Brentwood, New York i USA, är en dominikansk-amerikansk professionell basketspelare (SG) som spelar för New Orleans Pelicans i National Basketball Association (NBA). Han har tidigare spelat för Golden State Warriors och Philadelphia 76ers.
Quiñones blev aldrig NBA-draftad.
Innan han blev proffs studerade Quiñones vid University of Memphis och spelade för deras idrottsförening Memphis Tigers.